# Hideo Kanze
Hideo Kanze (観世 栄夫, Kanze Hideo), né le 3 août 1927 à Tokyo et mort le 8 juin 2007 dans la même ville, est un acteur et metteur en scène japonais spécialisé dans le théâtre nô et le drame musical.

## Biographie
Il est le deuxième fils de Kanze Tetsunojō VII, un descendent de Kan'ami et Zeami, fondateur du genre théâtral nô au XIVe siècle. Formé avec ses frères par son père et son grand-père, Kanze fait ses débuts sur une scène de nô à l'âge de trois ans. La Seconde Guerre mondiale terminée, Kanze fréquente l'Université des arts de Tokyo mais la quitte avant d'avoir terminé ses études. Alors que sa famille gère l'une des cinq principales écoles nô du Japon, Kanze est adopté -non sans controverses- par une autre école, le groupe Kita, pendant 11 ans.
Il épouse l'actrice Hiroko Seki en 1969.
Ses activités provoquent un tollé dans la communauté nô et il quitte le mouvement pour se consacrer au théâtre et au cinéma traditionnels. Avec l'aide de son frère aîné, Hisao Kanze, également acteur, Hideo reprend sa carrière dans le théâtre nô en 1979.
En 2004, il est lauréat du prix Mainichi des arts.
Le 2 mai 2007, Kanze est victime d'un grave accident de voiture sur l'autoroute Chūō à Tokyo. Une passagère âgée, qu'on croit être une collègue de travail, subit de graves blessures à la tête et meurt à l'hôpital.
Kanze décède d'un cancer de intestins à l'âge de 79 ans juste un mois après l'accident.

## Filmographie partielle
- 1962 : L'Homme (人間, Ningen?) de Kaneto Shindō – Kompira
- 1966 : Violences en plein jour (白昼の通り魔, Hakuchu no torima?) de Nagisa Ōshima
- 1966 : Le Visage d'un autre (他人の顔, Tanin no kao?) de Hiroshi Teshigahara : un patient
- 1967 : Le Banquet (宴, Utage?) de Heinosuke Gosho
- 1967 : Été japonais : Double suicide contraint (無理心中日本の夏, Muri shinju : Nihon no natsu?) de Nagisa Ōshima
- 1968 : Kuroneko (藪の中の黒猫, Yabu no naka no kuroneko?) de Kaneto Shindō
- 1971 : Pandemonium (修羅, Shura?) de Toshio Matsumoto
- 1977 : Chikuzan, le baladin aveugle (竹山ひとり旅, Chikuzan hitori tabi?) de Kaneto Shindō
- 1979 : Nichiren (日蓮?) de Noboru Nakamura
- 1981 : Edo Porn (北斎漫画, Hokusai manga?) de Kaneto Shindō
- 1989 : Rikyu (利休, Rikyū?) de Hiroshi Teshigahara : le beau-frère de Rikyu
- 1995 : Le Testament du soir (午後の遺言状, Gogo no Yuigon-jō?) de Kaneto Shindō